# Bernardo Celentano

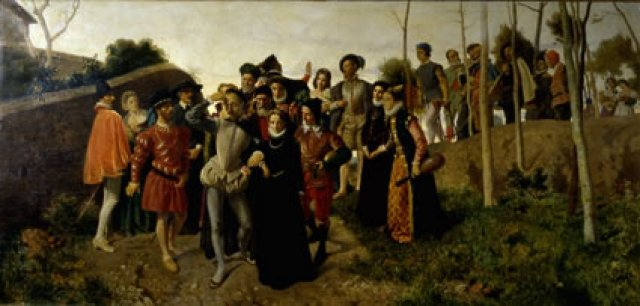
Il Tasso infermo a Bisaccia, olio su tela, 90x195 cm, 1863, Galleria Nazionale d'Arte Moderna, Roma

Bernardo Celentano (Napoli, 23 febbraio 1835 – Roma, 28 luglio 1863) è stato un pittore italiano, esponente del verismo.

## Biografia
Suo primo maestro fu Luigi Stabile; successivamente frequentò l'Accademia di Belle Arti di Napoli, dove ebbe per maestro Giuseppe Mancinelli, legato alla tradizione accademica. Prima del 1860 si stabilì a Roma, dove svolse un'intensa ma breve attività artistica, anche con soggetti sacri.
Insieme a Domenico Morelli, di cui era amico, e a Filippo Palizzi, fu animatore del movimento di un rinnovamento artistico verso un verismo in contrasto con le rigide regole accademiche,  conosciuto come Scuola di Resìna. Espose soggetti storici a Napoli, a Roma e a Firenze. Fu sepolto nella Chiesa di Sant'Onofrio al Gianicolo, Roma.
La sua opera più celebre, Il Consiglio dei Dieci, si trova nella Galleria Nazionale d'Arte Moderna di Roma.
Alla Galleria dell'Accademia (Napoli) si conservano diciassette oli, disegni, bozzetti e studi.